# Schloss Deutsch Karstnitz

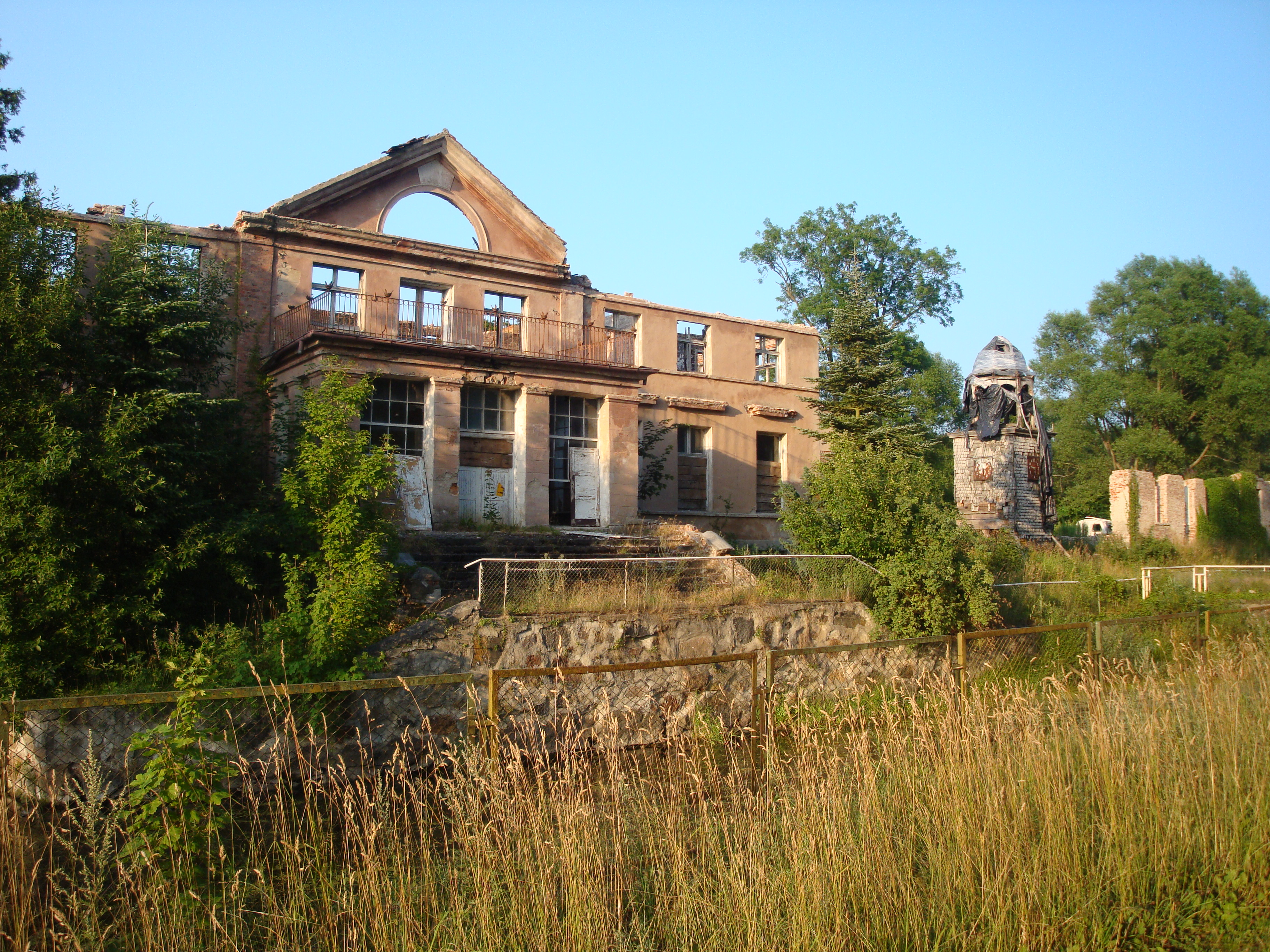
Ruinöser Nordwest-Flügel des Schlosses Deutsch Karstnitz

Schloss Deutsch Karstnitz, auch als Schloss Karstnitz bekannt, ist die Ruine eines Wasserschlosses in dem hinterpommerschen Dorf Karżniczka der polnischen Woiwodschaft Pommern etwa zehn Kilometer östlich von Słupsk (deutsch Stolp). Die zwei Namen resultieren aus dem Fakt, dass es im Landkreis Stolp zwei Gemeinden mit dem Namen Karstnitz gab, die durch die Zusätze „Wendisch“ und „Deutsch“ unterschieden wurden. 1937 erfolgte die Umbenennung von Wendisch Karstnitz in Ramnitz und von Deutsch Karstnitz in Karstnitz.
Die Wurzeln der Schlossanlage lagen in einem einfachen Gutshaus aus dem 16. oder 17. Jahrhundert, das von Mitgliedern der Familie von Puttkamer unter Einbezug vorhandener Bausubstanz mehrfach aus- und umgebaut wurde. Dieses Geschlecht besaß Deutsch-Karstnitz über acht Generationen und mehr als 250 Jahre lang. Seit dem 28. April 1964 steht das Schloss unter Denkmalschutz, ist aber seit einem Brand im Jahr 2009 eine Ruine und verfällt zusehends. Die dazu gehörenden Parkanlagen sind entweder modern überbaut oder verwildert.

## Geschichte

### 15. bis 17. Jahrhundert
Karstnitz fand im Jahr 1493 erstmals Erwähnung, als es der Familie Bandemer gehörte. Für 1538 ist Thomas Bandemer als Besitzer verzeichnet. Er verkaufte den Besitz an den Camminer Bischof Bartholomäus Schwave, Amtshauptmann von Bütow, der 1546 vom Herzog von Pommern-Stettin, Barnim IX., damit belehnt wurde. Später erfolgte die Verlehnung – gemeinsam mit benachbartem Nebengut Benzin – an die Familie von Wobeser. 1616 oder 1617 erwarb die Familie von Hebron das Gut zusammen mit Benzin und Damnitz. Ob es sich bei dem Käufer um Alexander von Hebron oder seinen Sohn Daniel gehandelt hat, ist fraglich. Die Hebrons stammten ursprünglich aus Schottland. Alexanders Bruder James Hepburn, 4. Earl of Bothwell war in die Ermordung von Maria Stuarts zweitem Ehemann Henry Stuart, Lord Darnley verwickelt, weswegen er und sein Bruder aus Schottland fliehen mussten. Nachdem sich Alexander in Pommern niedergelassen und in den dortigen Landadel eingeheiratet hatte, wurde sein Name in Hebron geändert. Der Chronist Cosmus von Simmer berichtete in seiner Historischen, genealogischen Cosmographia, dass Daniel von Hebron „auf seinem Gut Carsteniz“ begraben werden wollte, was heißt, dass zur Zeit Daniels als Gutsherr schon ein Gutshaus existiert haben muss. Vielleicht war dieses Gebäude sogar schon mit einem Wassergraben umgeben.
Über Daniel von Hebron kam das Gut bei seinem Tod 1628 an den Sohn Friedrich, von dem das Gut an den Enkel Daniel Dietrich von Hebron kam. Er veräußerte Karstnitz und Benzin am 29. März 1686 für 5950 Reichstaler an Georg Lorenz von Puttkamer († nach 1710), der aus einer der ältesten pommerschen Familien stammte. Die Belehnung des neuen Besitzers erfolgte am 15. Mai desselben Jahres. Nach Lorenz’ Tod teilten seine beiden Söhne Bogislaw Ulrich und Ans(h)elm Friedrich das Erbe 1714 unter sich auf. Karstnitz und Benzin kamen dabei an Bogislaw Ulrich, bei dessen Ableben im Jahr 1740 die beiden Güter durch Losverfahren an seinen jüngeren Sohn Friedrich Bogislaw fielen. Der lebte im nahe gelegenen Hebrondamnitz und verkaufte sie 1769 für 11.222 Reichstaler und 8 Groschen an seinen älteren Bruder Georg Henning. Dieser ließ 1802 ein neues Wohnhaus bauen, in dem er bis 1814 seine letzten Lebensjahre verbrachte. Der Neubau schloss sich rechtwinkelig an das alte Gutshaus an. Er besaß einen zentralen Salon, dem sich zu beiden Seiten symmetrisch vier Räume anschlossen. Der Altbau wurde fortan nur noch für wirtschaftliche Zwecke genutzt.

### 18. bis 20. Jahrhundert
Danach gingen Karstnitz und Benzin als Erbe an den zweiten Sohn Wilhelm Friedrich Eduard (1782–1858). Dieser heiratete 1816 Wilhelmine Louise von Thulemeyer und ließ sich mit seiner Ehefrau auf Karstnitz nieder. Er ließ die Anlage 1828 um den heutigen Westteil erweitern, der sogar mit einem Vorläufer der heutigen Zentralheizung ausgestattet war. Den von seinem Vorfahren Georg Henning errichteten Wohnbau, der nun den Mittelteil des Gebäudes bildete, ließ Wilhelm von Puttkamer um etwa neun Meter verlängern und die somit hinzugewonnene Fläche zu einer Bibliothek und einem zweigeschossigen Ballsaal ausgestalten. Um den Mittelbau auf eine gemeinsame Höhe mit altem Gutshaus und neuem Westflügel zu bringen, wurde seine Traufhöhe mit einem Kniestock erhöht. Der Überlieferung nach wurden die Arbeiten durch Wilhelms Frau Wilhelmine Louise mitfinanziert. Nach dem Ausbau nahm das Schloss die gesamte Breite der Schlossinsel von Westen nach Osten ein. Nach Wilhelms Tod trat sein jüngster Sohn Anselm die Nachfolge als Guts- und Schlossherr an. Weil er ohne männliche Nachkommen starb, fiel der Besitz zunächst an seinen älteren Bruder Henning und 1907 dann an dessen Sohn Ulrich Henning Gustav. Dieser hatte 1893 seine Cousine Anna Maria von Puttkamer geheiratet, welche die beträchtlichen Familiengüter in Pansin erbte. Ihr Ehemann hatte ein gutes Händchen bei der Bewirtschaftung der Familiengüter und damit die finanziellen Mittel, Schloss Karstnitz weiter um- und auszubauen. Die Anlage erhielt dabei ihre endgültige Gestalt, indem die ehemaligen Wirtschaftsgebäude südlich des Schlosses niedergelegt und an anderer Stelle neu gebaut wurden. Den damit geschaffene Freiraum ließ Ulrich von Puttkamer als englischen Landschaftsgarten gestalten. Am 11. September 1910 empfing das Paar auf seinem Besitz Kaiser Wilhelm II. und seine Frau Auguste Viktoria, die anlässlich der Grundsteinlegung für ein neues Krankenhaus nach Stolp gekommen waren. Im Jahr 1938 umfasste das Gut Karstnitz eine Fläche von 966 Hektar, 1945 betrug die Größe 1125 Hektar, davon 558 Hektar landwirtschaftliche Nutzfläche und 567 Hektar Wald.

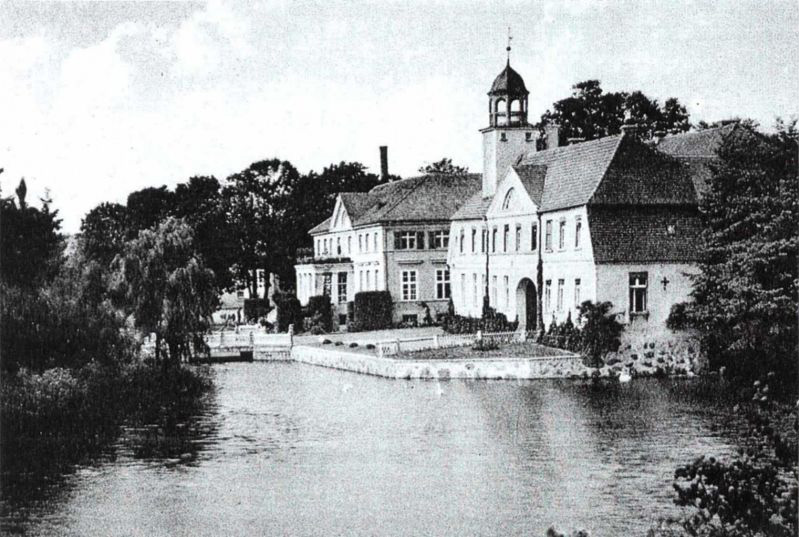
Das Schloss um 1900

Das Schloss ging 1942 an Ulrichs und Maria Annas einzigen Sohn Bogislaw. Als im März 1945 die Rote Armee diesen Teil von Pommern besetzte, flüchte Bogislaws Frau mit ihren vier Kindern Richtung Westen. Der Schlossherr selbst war in jenem Jahr in amerikanische Kriegsgefangenschaft geraten. Nach Kriegsende nutzte eine Abteilung des Volkskommissariats für innere Angelegenheiten (NKWD) die Schlossräume. Während dieser Zeit wurden viele Ausstattungsgegenstände aus dem Schloss abtransportiert. Der Abzug der sowjetischen Truppen und damit die Übergabe an Polen erfolgte erst im Oktober 1951. In der Folge wurde das Schloss im Rahmen staatlicher polnischer Enteignungsmaßnahmen beschlagnahmt. Der polnische Staat betrieb in den Räumen von 1963 bis 1968 eine Landwirtschaftsschule mit Internat. Dafür wurden einige der Schlossräume der neuen Nutzungsart angepasst und umgebaut. So erhielt zum Beispiel der Ballsaal im Mittelbau um 1964 eine Zwischendecke, und eine ihm angeschlossene Terrasse wurde entfernt. Anschließend nutzte eine Abteilung des Wojewodschaftszentrums für landwirtschaftlichen Fortschritt (polnisch Wojewódzki ośrodek postępu rolniczego) das Schlossgebäude bis 1990, um von dort aus rund 20 volkseigene Güter in der Umgebung von Karstnitz zu verwalten. Pläne in den 1980er Jahren, das Schloss zu sanieren, wurden nie umgesetzt. Ab 1992 war die Gemeinde Damnica Eigentümerin der Schlossanlage. Sie verkaufte im Jahr 1999 an privat.

### 21. Jahrhundert
Im April 2003 erwarb ein Geschäftsmann, dem auch das herrschaftliche Gutsgebäude in Sasino gehörte, die Anlage. Seine Pläne, im Schlossgebäude ein Hotel-Restaurant zu betreiben, wurden nicht verwirklicht. 2008 erfolgte der Weiterverkauf an einen Danziger Geschäftsmann. In der Nacht vom 3. auf 4. November 2009 zerstörte ein Feuer große Teile des Schlosses. Seitdem waren nur noch die Außenmauern, geringe Teile der architektonischen Details, Reste von Fensterrahmen und einige Zimmerdecken von dem langgestreckten Bauensemble übrig. Ein zweiter Brand im Mai 2012 zerstörte die Bausubstanz so weit, dass ein Wiederaufbau nicht mehr möglich ist.

## Beschreibung
Schloss Deutsch Karstnitz war ein mehrgliedriges, langgestrecktes Schlossgebäude, das inmitten einer Wald- und Wiesenlandschaft errichtet wurde. Es stand auf einer etwa 60 × 90 Meter großen, künstlichen Insel, die durch das Anlegen eines etwa sechs Meter breiten Wassergrabens entstanden war. Dieser ist an der östlichen Inselseite teichartig erweitert und könnte in der ersten Hälfte des 17. Jahrhunderts vom damaligen Gutsbesitzer Daniel Hebron angelegt worden sein, denn dieser war im Dreißigjährigen Krieg als kaiserlicher Obrist für den Bau pommerscher Befestigungsanlagen verantwortlich. Es ist also naheliegend, dass er in jener Zeit auch sein eigenes Haus bewehren ließ. Ursprünglich speiste die nahe fließende Charstnica den Wassergraben über einen künstlichen Kanal, aber diese direkte Verbindung wurde wahrscheinlich in den 1960er Jahren getrennt.
Zur Schlossanlage gehörten früher neben dem eigentlichen Schloss, das heute eine Ruine ist, zwei Parkflächen im landschaftlichen Stil sowie die zum Gutsbetrieb zählenden Gebäude. Vom einstigen Gutshof sind heute nur die ehemaligen Arbeiterhäuser erhalten, jedoch keines der Wirtschaftsgebäude.

### Architektur
Das Kernschloss war ein zweigeschossiger Gebäudekomplex mit einigen niedrigeren Anbauten, dessen Ursprünge im 16. oder 17. Jahrhundert zu suchen sind, aber durch spätere Veränderungen klassizistische Formen mit neobarocken Ergänzungen zeigte. Die einzelnen Bauten stammten aus unterschiedlichen Epochen, wurden aber durch bauliche Veränderungen stets einander angepasst, um ein einheitliches Äußeres zu erhalten. Dazu zählte zum Beispiel auch ein einheitlicher Glattputz mit gelblicher Farbe, der heute jedoch gänzlich verschwunden ist. Die Außenmauern des Schlosses sind die einzigen Reste, die heute noch existieren. Sie erheben sich direkt aus dem Wasser des Schlossgrabens und stehen auf Pfahlrosten. Eine in der Achse des Hauptportals liegende dreibogige Brücke führt über den Wassergraben auf die Schlossinsel.

#### Südostflügel
Ältester Teil des Schlossbaus war der Südostflügel mit L-förmigem Grundriss, dessen Kern das alte Gutshaus und ein ehemaliges Wirtschaftsgebäude bildeten. Zwei unter diesem Trakt erhaltene Kellerräume mit Tonnengewölbe sind in die Zeit Daniel von Hebrons als Gutsherr und damit in das 17. Jahrhundert zu datieren. Zu jener Zeit war das Gutshaus vermutlich ein recht kleiner, in Pommern häufig vorkommender Bau aus Holz oder Fachwerk mit hohem Mansarddach. Dieses erste Gebäude wurde im Laufe der Zeit mehrfach umgebaut, so zum Beispiel im 18. Jahrhundert, als es unter der Familie von Puttkamer um ca. 5,5 Meter in südwestlicher Richtung verlängert wurde. Aus jenem Jahrhundert sind noch der Nordost-Giebel und einige Fachwerkmauern im Inneren erhalten, ebenso wie die massive Nordwest-Fassade, die zu jener Zeit die dortige Fachwerkmauer ersetzte. Dem Gutshaus schloss sich im rechten Winkel ein ehemaliges Hofgebäude an, das vermutlich im Zuge von Arbeiten um 1828 ausgebaut wurde. Es besaß eine segmentbogige Tordurchfahrt, die in einem vierachsigen Risalit mit Dreiecksgiebel und Rundbogenfenster im Giebelfeld lag. Die Ecke, an der Gutshaus und Hofgebäude aneinanderstießen, war auf dem Dach mit einem Uhrturm bekrönt. Dieser besaß eine schiefergedeckte Haube und diente zugleich als Aussichtsplattform.

#### Mittelbau (Hauptgebäude)

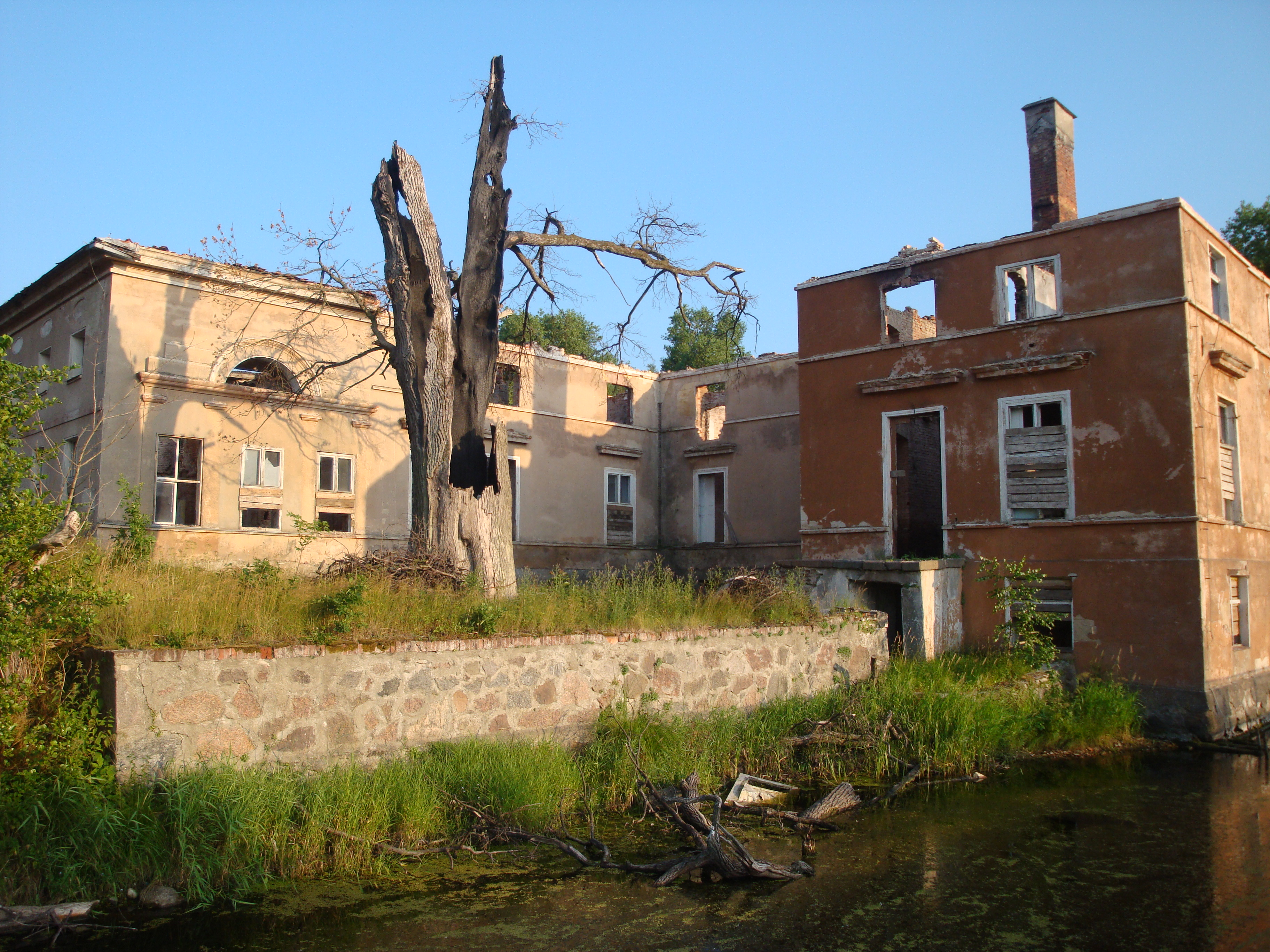
Mittelbau (links) und Nordwest-Flügel (rechts), Ansicht von Norden

Der siebenachsige Mittelbau stammt im Kern vom Beginn des 19. Jahrhunderts und wurde rechtwinkelig an die Nord-Ecke des alten Gutshauses angesetzt. Eine Freitreppe mit Metallgeländer führte hinauf zu einem eingeschossigen Vorbau, der den drei mittleren Achsen des Gebäudes und dem dort befindlichen Eingang in der Beletage vorgelagert war. Der Vorbau zeigte rustizierte Pilaster zwischen seinen Sprossenfenstern und wurde diesem Teil des Schlosses vermutlich erst zu Beginn des 20. Jahrhunderts unter Ulrich von Puttkamer vorgesetzt. Sein Dach diente als Balkon und besaß eine Brüstung aus Metallgeflecht. Die Beletage war höher als das darüberliegende Obergeschoss, das von einem zweifach profilierten Kranzgesims abgeschlossen und von einem niedrigen, auf einem Kniestock mit Ochsenaugen lagernden Walmdach bedeckt war. Zwischen den Geschossen verlief ein schlichtes Gurtgesims. Die Eingangsfassade besaß einen einachsigen Mittelrisalit, der von verkröpften Pilastern flankiert und von einem Dreiecksgiebel bekrönt war. Das Tympanon zeigte das Puttkamersche Familienwappen, das möglicherweise ebenfalls unter Ulrich von Puttkamer angebracht wurde. Die nördliche Gartenfassade war ähnlich wie die südliche Eingangsfassade gestaltet. Anstatt der Ochsenaugen im Kniestock fanden sich dort verputzte Ovalflächen. Die drei mittleren Fensterachsen waren durch einen Dreiecksgiebel mit Bogenfenster im Giebelfeld besonders betont. Unter den Fenstern des Obergeschosses waren Rosetten angebracht. Eine zweiläufige Treppe führte vom Garten hinauf zu einer Terrasse mit metallener Flechtbandbrüstung, die so breit wie die drei Mittelachsen des Gebäudes war.

#### Nordwestflügel

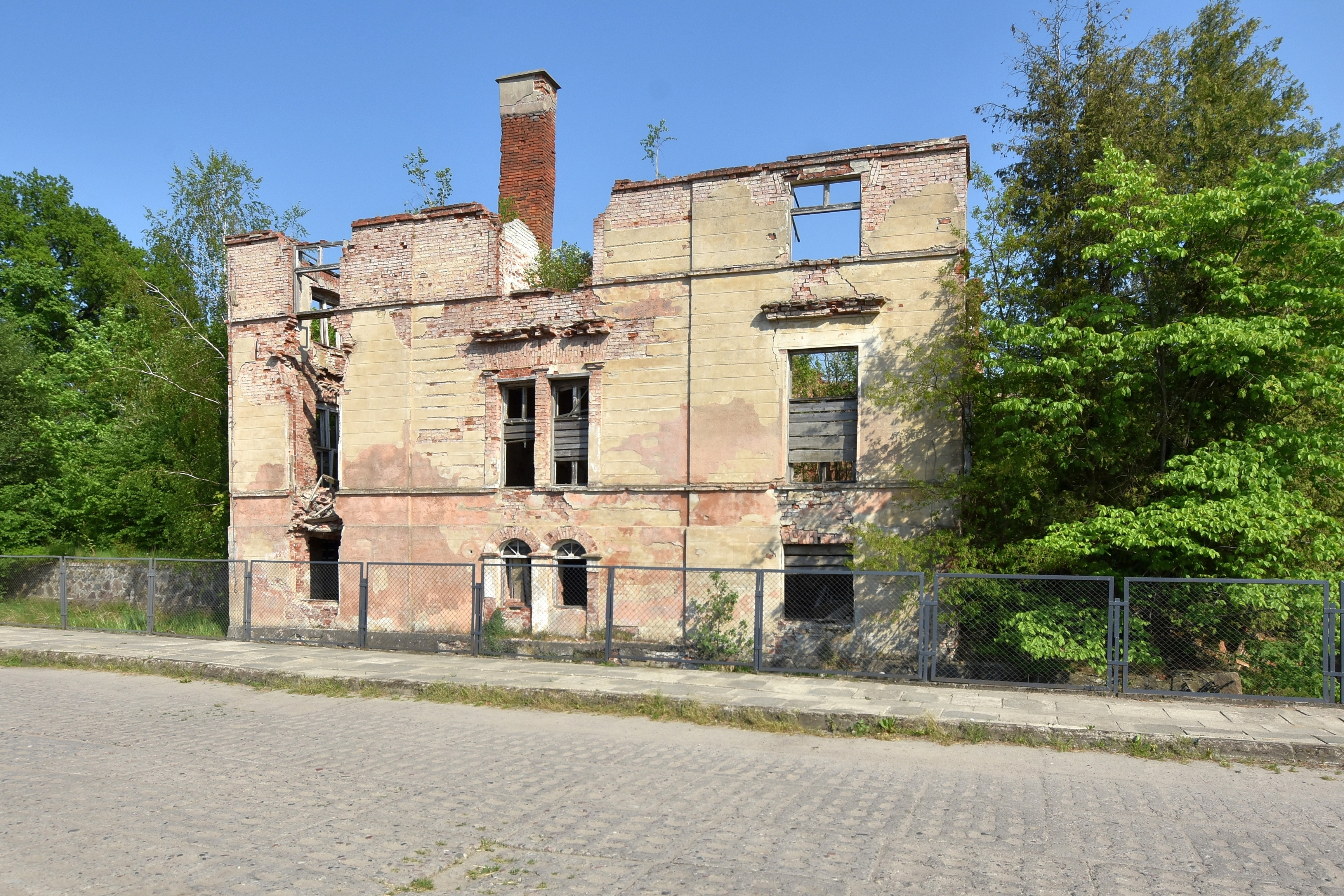
Westseite des Nordwest-Flügels

Der Nordwestflügel des Schlosses mit flachem Walmdach und symmetrisch angeordneten Gauben und Ochsenaugen war der jüngste Teil des Gebäudekomplexes. Er schloss sich rechtwinkelig an den Mittelbau an und wurde 1828 nach den Plänen eines unbekannten Architekten auf einem U-förmigen Grundriss errichtet. Das als Beletage gestaltete Hochparterre mit hohen Rechteckfenstern mit Verdachung erhob sich über einem als Vollgeschoss gestalteten Souterrain. Darüber lag ein niedrigeres Obergeschoss. Sie waren durch Gurtgesimse an der Fassade voneinander getrennt. Der neunachsige Bau besaß einen dreiachsigen Mittelrisalit mit Dreiecksgiebel, dem auf Höhe der Beletage ein eingeschossiger Vorbau mit abschließendem Gebälk und doppelflügeliger Türe vorgebaut war. Zu ihm führte eine dreiläufige Treppe hinauf, und sein Dach diente als Balkon für das zweite Geschoss.

### Innenräume
Die ursprüngliche Raumaufteilung enfilade in den einzelnen Gebäduetrakten ist auch im heute ruinösen Zustand des Gebäudes noch erkennbar. Das Schloss besaß 60 Räume, von denen 40 zu Wohn- und Schlafzwecken dienten. Im ehemaligen Hofgebäude am Ostende der Anlage befanden sich Räume für den Verwalter und andere Gutsangestellte. Die Wirtschaftsräume lagen im sich daran anschließenden alten Gutshaus, darunter die Küche mit handbemalten holländischen Kacheln.
Hinter dem Vorbau des Hauptgebäudes lag eine zweigeschossige Halle mit einer von vier Säulen und zwei Pfeilern getragenen Galerie. Der Raum entstand im Zuge des Umbaus 1828. Sein Bodenbelag bestand aus achteckigen Tonplatten in den Farben Blau, Beige und Terrakotta. In seiner Mitte befand sich ein Mosaik in Form eines sechszackigen Sterns. Die Täfelung der Wände stammte vielleicht erst aus den 1920er Jahren. Der am prächtigsten ausgestattete Raum des Mittelbaus war sein Ballsaal in der Nord-Ecke, der in den 1820er Jahren entstand, in späteren Jahren aber mehrfach verändert wurde, so zum Beispiel durch das Einziehen einer Zwischendecke um das Jahr 1964. Er besaß üppiges, neobarockes Stuckdekor in Form eines umlaufenden Frieses mit Volutenkonsolen, Blumengirlanden und gewellten Bändern sowie Akanthus, Rosetten und Perlstab. Einige der Elemente waren vergoldet. An den Wänden standen weiße Büste auf Konsolen. An der südöstlichen Stirnwand des Saals gab es eine Musiker-Empore, die von vier Säulen mit reich verzierten Kapitellen getragen wurde. Die gegenüberliegende nordwestliche Stirnseite war ursprünglich als Serliana gestaltet, die aber im Zuge der 1960er Jahre vermauert wurde.
Das einstige Arbeits- bzw. Herrenzimmer konnte mit einem runden Kachelofen im Empirestil beheizt werden. Er zeigte ein eingearbeitetes Puttkamer-Wappen und steht heute im Mittelpommerschen Museum (polnisch Muzeum Pomorza Środkowego) in Słupsk. Neben dem Herrenzimmer lag die Gemäldegalerie, in der seinerzeit vier lebensgroße Gemälde des preußischen Hofmalers Antoine Pesne sowie Werke von Carl Rottmann und Frederik Ludvig Storch hingen.

### Parkanlagen

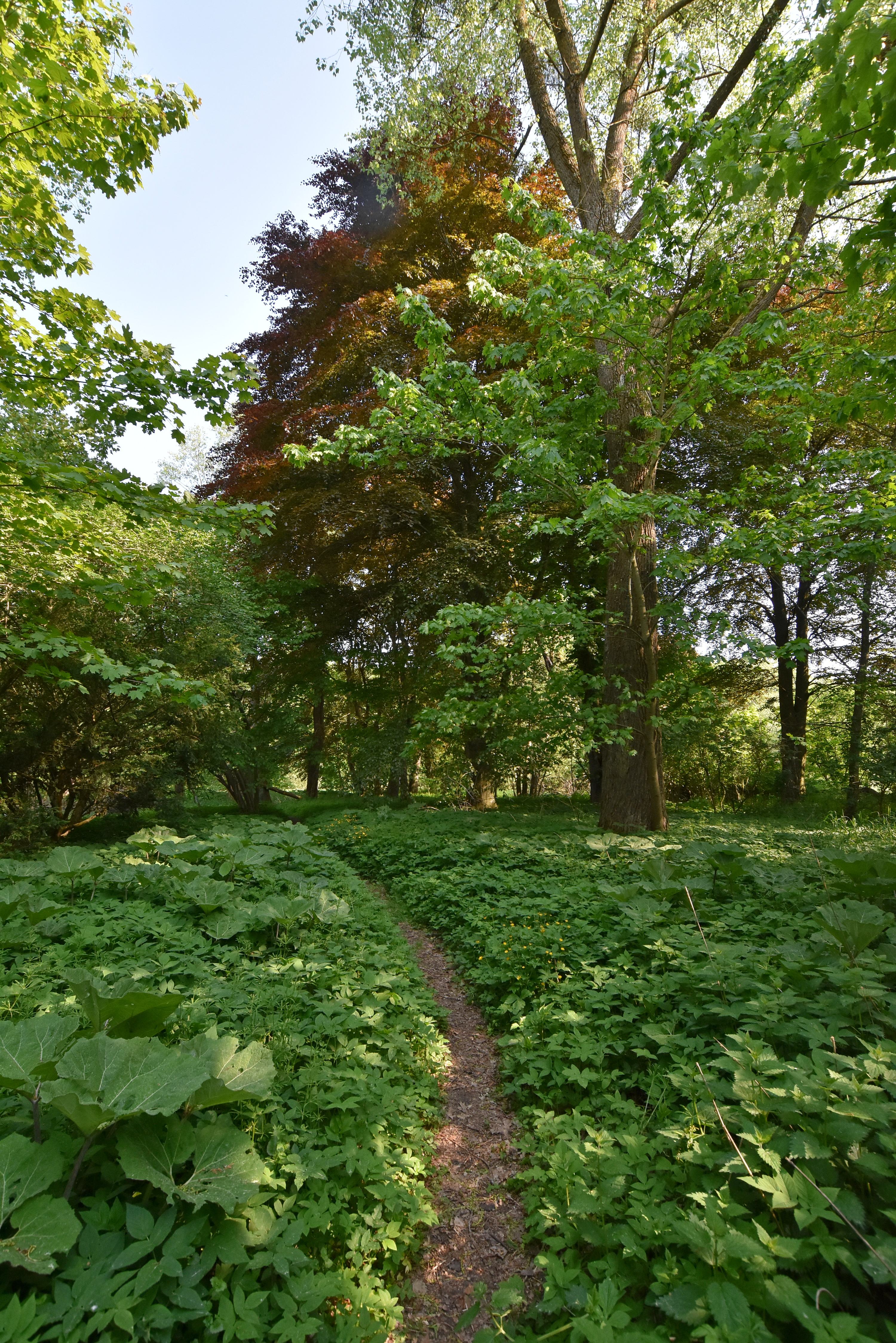
Verwilderter Südpark

Wilhelm von Puttkamer und seine Frau Wilhelmine von Thulemeyer ließen um 1828 auf der rückwärtigen Nordseite des Schlosses einen ersten, Wallgarten genannten Garten auf der Schlossinsel anlegen. Von dessen Nordseite führte eine Brücke über den Wassergraben zu einem weitläufigen Landschaftspark nordöstlich der Insel. Ende des 19. Jahrhunderts ließen die Schlossherren südlich des Schlosses einen weiteren Park anlegen. Er nahm das Areal des ehemaligen Gutshofs ein, der zu diesem Zweck an eine andere Stelle verlegt wurde. Sein an der Nordseite gelegener Eingang war von gemauerten Torpfosten mit Vasenbekrönung flankiert. Der ältere und wesentlich größere Schlosspark im Norden der Anlage wurde aber nicht aufgegeben, sondern existierte weiter. Heute wird dieses Areal von moderner Wohnbebauung eingenommen. Der Bereich des südlichen Schlossparks ist heute stark verwildert. 1976 stand dort noch eine Vielzahl an 100- bis 150-jährigen Bäumen, darunter Linden, Bergulmen, Stieleichen, Spitz-Ahorne, Berg-Ahorne, Birken, Schwarzerlen und Rotfichten.